# Porto Covo
Porto Covo è una freguesia del Portogallo del comune di Sines, nel distretto di Setúbal.

## Geografia fisica
La superficie della freguesia è di 48,73 km², con una popolazione totale di 1 038 abitanti ed una densità di 21,3 hab/km². Al territorio di Porto Covo appartiene anche l'Ilha do Pessegueiro sul quale sorge un antico forte.

## Storia
La frequesia di Porto Covo è stata creata il 31 dicembre 1984 per scorporo dalla freguesia di Sines. Fino a quel momento era l'unico distretto con il medesimo nome.

## Aree protette
- Forte do Pessegueiro
- Herdade do Pessegueiro
- Praça Marquês de Pombal
- Parque Natural do Sudoeste Alentejano e Costa Vicentina

## Galleria d'immagini

Praia Grande
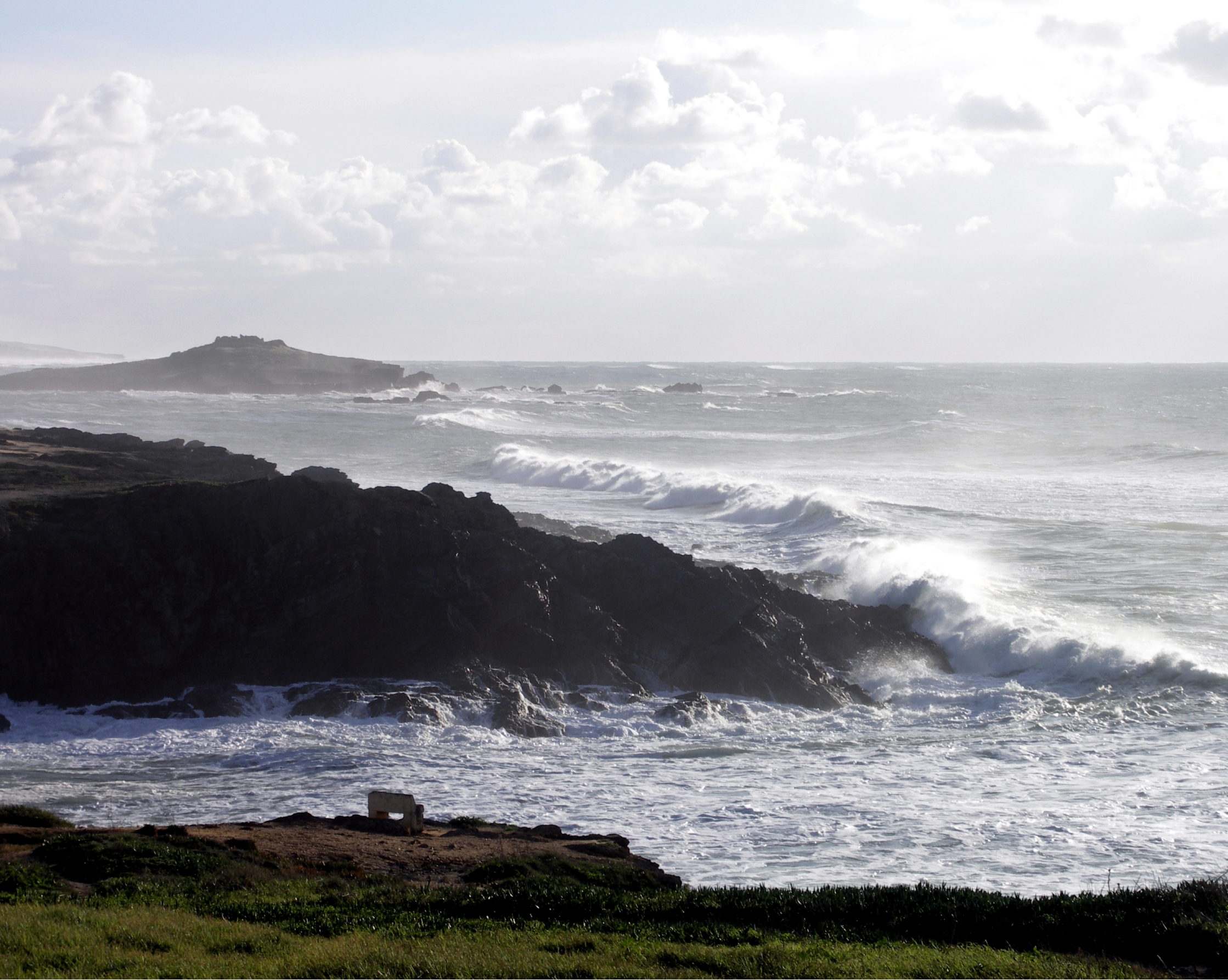
Il mare d'inverno a Porto Covo